# Memecylon nigrescens
Memecylon nigrescens är en tvåhjärtbladig växtart som beskrevs av William Jackson Hooker och George Arnott Walker Arnott. Memecylon nigrescens ingår i släktet Memecylon och familjen Melastomataceae. Inga underarter finns listade i Catalogue of Life.